# Kurja (Region Altai, Kurjinski)
Kurja (russisch Курья) ist ein Dorf (selo) in der Region Altai (Russland) mit 3835 Einwohnern (Stand 14. Oktober 2010).

## Geographie
Der Ort liegt etwa 220 km Luftlinie südsüdwestlich des Regionsverwaltungszentrums Barnaul am Südrand der Voraltaiebene (Predaltaiskaja rawnina) an der Loktewka, einem linken Nebenfluss des Tscharysch.
Kurja ist Verwaltungssitz des Rajons Kurjinski sowie Sitz und einzige Ortschaft der Landgemeinde Kurjinski selsowet.

## Geschichte
Das Dorf wurde 1749 gegründet. Seit 1924 ist Kurja Zentrum eines Rajons.

### Bevölkerungsentwicklung
| Jahr | Einwohner |
| ---- | --------- |
| 1939 | 3750      |
| 1959 | 3441      |
| 1970 | 4083      |
| 1979 | 4269      |
| 1989 | 4394      |
| 2002 | 4292      |
| 2010 | 3835      |

Anmerkung: Volkszählungsdaten

## Verkehr
Durch Kurja verläuft die Regionalstraße R370, die bei Pospelicha von der Fernstraße A349 Nowoaltaisk – Barnaul – Rubzowsk – kasachische Grenze abzweigt und weiter über die Rajonzentren Smeinogorsk und Staroaleiskoje ebenfalls zur kasachischen Grenze führt. In Kurja zweigt in östlicher Richtung eine Straße über Krasnoschtschokowo und Petropawlowskoje nach Smolenskoje südlich von Bijsk ab.
Im 60 km entfernten Pospelicha befindet sich die nächstgelegene Bahnstation an der Strecke Nowosibirsk – Barnaul – Semei.

## Söhne und Töchter des Ortes
- Michail Kalaschnikow (1919–2013), Waffenkonstrukteur und Generalleutnant